# 深褐平腹蛛
深褐平腹蛛（学名：Gnaphosa kompirensis）为平腹蛛科平腹蛛属的动物。分布于日本、朝鲜以及中国大陆的四川、山东、湖北、陕西等地，多见于旱作农田以及灌木丛。该物种的模式产地在日本。